# 8 Szpital Okręgowy

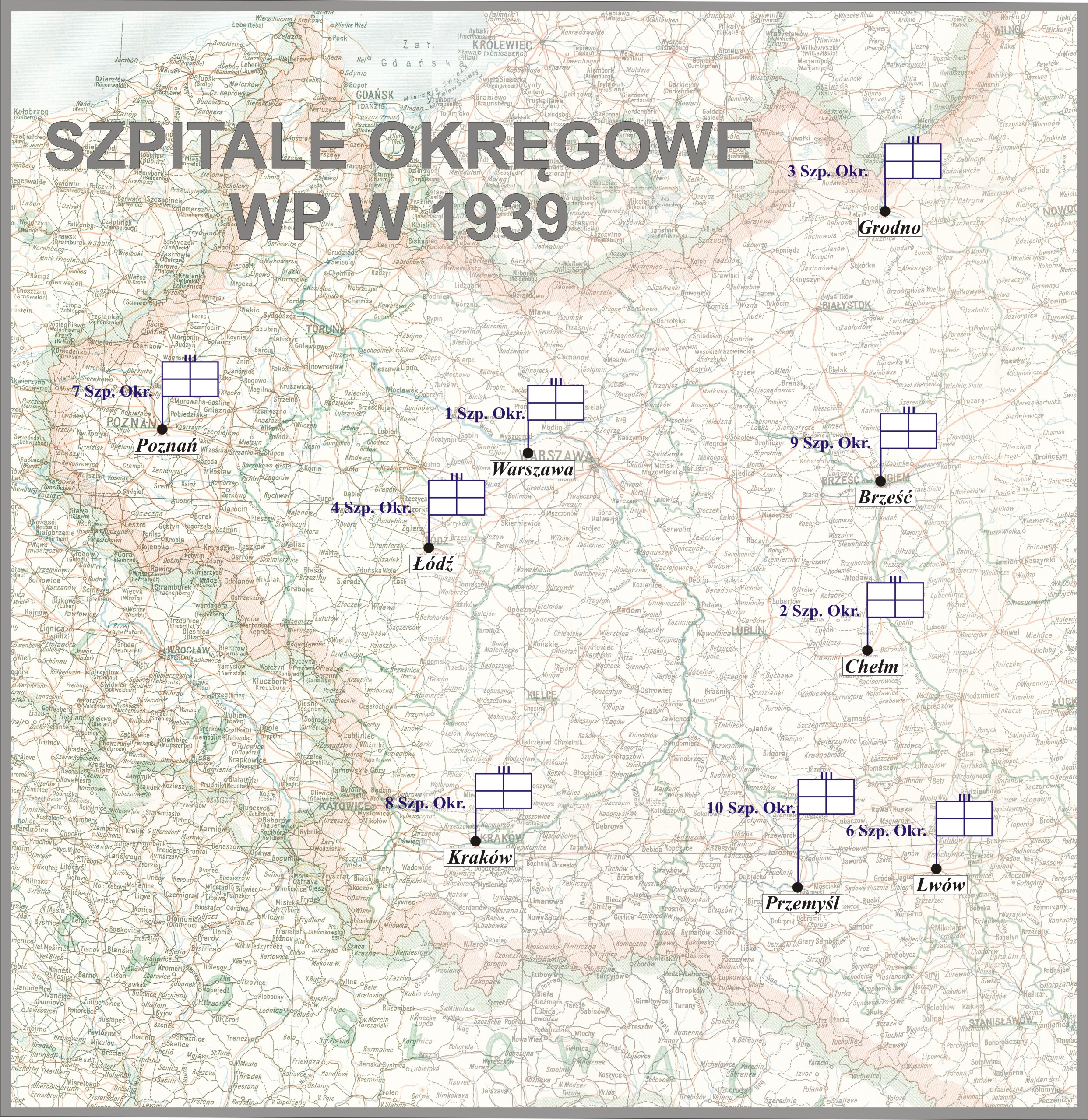
Szpitale Okręgowe WP w 1939

8 Szpital Okręgowy – jednostka organizacyjna służby zdrowia Wojska Polskiego II Rzeczypospolitej.
Zadaniem 8 Szpitala Okręgowego w Toruniu było leczenie wojskowych i osób uprawnionych do leczenia wojskowego Okręgu Korpusu nr VIII. Szpital dysponował ambulatorium dentystycznym, chirurgicznym, okulistycznym, laryngologicznym oraz przychodnią ogólną dla chorych. Komendant szpitala posiadał uprawnienia dowódcy pułku.

## Historia szpitala
Pod koniec 1921 roku Szpital Garnizonowy nr 1 przemianowano na 8 Wojskowy Szpital Okręgowy . 
Z dniem 1 października 1928 roku został zlikwidowany Szpital Wojskowy w Bydgoszczy przy jednoczesnym powiększeniu Szpitala Wojskowego w Grudziądzu o 100 łóżek.
Z dniem 1 grudnia 1930 roku, ze względu na brak pomieszczeń w Toruniu, minister spraw wojskowych zarządził umieszczenie przy Garnizonowej Izbie Chorych w Grudziądzu 100 łóżkowego oddziału szpitalnego dla skórno-wenerycznych, należącego organizacyjnie do Szpitala Okręgowego Nr 8 w Toruniu, podporządkowanego jednak pod względem służbowym i fachowym komendantowi Garnizonowej Izby Chorych.
Z dniem 1 lipca 1931 roku minister spraw wojskowych wcielił kadrę 8 batalionu sanitarnego, bez zmiany nazwy i zadań, do 8 Szpitala Okręgowego i jednocześnie zwiększył skład osobowy szpitala o skład osobowy kadry.
W dniach 3 i 4 września 1939 rozpoczęto ewakuację szpitala. 16 września personel szpitala dostał się do niewoli. budynki szpitala  Niemcy zajęli już 7 września i zorganizowali w nim szpital dla Wehrmachtu .

## Struktura organizacyjna
Organizacja szpitala w 1923:
- komendant, kancelaria i komisja gospodarcza,
- oficer administracji budynków i magazynów,
- oddziały chorych i pracowni klinicznych: chorób wewnętrznych, zakaźny, chirurgiczny, ginekologiczny, dermatologiczny, oddział neurologiczny, okulistyczny i laryngologiczny;
- pracownia bakteriologiczna
- pracownia rentgenowska,
- prosektorium,
- ambulatorium dentystyczne,
- apteka okręgowa,
- trzy plutony obsługi sanitarnej

Szpital posiadał 600 łóżek.

## Kadra szpitala
Komendanci szpitala
- płk lek. Franciszek Białokur (był w 1923)[1]
- płk lek. dr Eugeniusz Piestrzyński (II 1924[8] – 1925)
- ppłk lek. dr Zygmunt Gilewicz (XI 1925 – V 1927 → p.o. szefa 8 Okręgowego Szefostwa Sanitarnego)
- ppłk lek. dr Arnold Felicki (V 1927 – VII 1929)
- ppłk lek. dr Jerzy Nadolski (VII – XII 1929)
- ppłk / płk lek. Bolesław Błażejewski (XII 1929 – VI 1934 → szef sanitarny DOK V)
- ppłk lek. Leopold Rudke (od VI 1934[9])
- ppłk lek. dr Eugeniusz Stanisław Krawczyk (1939)

Komendanci filii 8 Szpitala Okręgowego i Szpitala Wojskowego w Bydgoszczy
- ppłk lek. Mieczysław Sosnowski (p.o. III[10] – XI 1926 → komendant 9 Szpitala Okręgowego)
- mjr lek. Bolesław Błażejewski (p.o. XI 1926[11] – XI 1928 → starszy lekarz 61 pp)

Komendanci filii 8 Szpitala Okręgowego w Grudziądzu
- ppłk lek. dr Kazimierz Marzinek (X 1931[12] – 30 VI 1934 → stan spoczynku[13])
- mjr lek. Kazimierz Walenty Rytter (VI 1934[14] – 1936 → starszy lekarz 9 pp Leg.)
- ppłk lek. dr Jan Kumelowski (1938 – 1939)

### Obsada personalna i struktura w marcu 1939 roku
Ostatnia „pokojowa” obsada personalna szpitala
- komendant szpitala – vakat
- pomocnik komendanta szpitala – ppłk dr Marian Dietrich(*)[b]
- starszy ordynator oddziału chirurgicznego – ppłk dr Jan Antoni Korczakowski
- starszy ordynator oddziału wewnętrznego – ppłk dr Tadeusz Orzechowski
- ordynator oddziału – mjr dr Aleksander Czesław Piwowarczyk
- starszy ordynator oddziału ocznego – mjr dr Henryk Stanisław Chyrczakowski
- st ordynator oddziału uszno-gardłowego – mjr dr Jan Tadeusz Kowalski
- starszy ordynator oddziału skórno-wenerycznego – ppłk dr Jan Antoni Pęski
- starszy ordynator oddziału nerwowego – mjr dr Stefan Bogusławski
- kierownik pracowni rentgenowskiej – mjr dr Marian Mroczkowski
- kierownik pracowni bakteriologiczno-chemicznej – kpt. dr Leon Piotr Studziński
- kierownik apteki – por. mgr Stanisław Chojnowski
- praktyka szpitalna – kpt. lek. Mieczysław Grzeszek
- pomocnik komendanta ds. gospodarczych – kpt. Ignacy Jakub Brózda
- oficer gospodarczy – kpt. int. Władysław Zygmunt Januszewski
- dowódca plutonu gospodarczego – chor. Jan Mytko
- kapelan – kpl. ks. Antoni Chojecki
- na kursie – kpt adm. (piech.) Józef Bartczak

kadra zapasowa 8 Szpitala Okręgowego
- komendant kadry – ppłk dr Marian Dietrich (*)[b]
- lekarz kadry – ppor. lek. Tadeusz Antoni Lenart
- oficer mobilizacyjny – kpt adm. (piech.) Józef Pyka
- oficer ewidencji personalnej – kpt adm. (piech.) Witold Urbanowicz
- oficer materiałowy – por. mgr Tadeusz Władysław Szauber
- zastępca oficera materiałowego – chor. Stanisław Kurowski
- dowódca kompanii szkolnej – kpt. Władysław II Pająk
- dowódca I plutonu – por. adm. (piech.) Kazimierz Witkowski
- dowódca II plutonu – chor. Jan Antoni Schulz

Filia 8 Szpitala Okręgowego w Grudziądzu
- komendant filii – ppłk dr Jan Kumelowski
- oficer administracyjno-materiałowy – kpt. Seweryn Borecki

### Żołnierze Szpitala – ofiary zbrodni katyńskiej
Biogramy zamordowanych znajdują się na stronie internetowej Muzeum Katyńskiego
| Nazwisko i imię              | stopień      | zawód              | miejsce pracy przed mobilizacją | zamordowany |
| ---------------------------- | ------------ | ------------------ | ------------------------------- | ----------- |
| Bartczak Józef               | kapitan      | żołnierz zawodowy  |                                 | Katyń       |
| Bychowski Alfons             | ppor. rez.   | farmaceuta         |                                 | Katyń       |
| Czarliński Stanisław         | major rez.   | lekarz             |                                 | Katyń       |
| Dachtera Czesław             | ppor. rez.   | farmaceuta         |                                 | Katyń       |
| Dobak Stanisław              | major rez.   | lekarz dermatolog  | przew. Izb Lek. Warszawa        | Katyń       |
| Dziubiński Karol             | ppor. rez.   | farmaceuta, mgr    | kier. apteki Warszawa           | Katyń       |
| Hopensztadt Szymon           | ppor. rez.   | lekarz internista  |                                 | Katyń       |
| Lipes Mordchel               | por. rez.    | lekarz             | praktyka w Warszawie            | Katyń       |
| Majorowicz Antoni            | kapitan rez. | farmaceuta, mgr    | wł. apteki w Poznaniu           | Katyń       |
| Mejster Stefan               | ppor. rez.   | farmaceuta, mgr    |                                 | Katyń       |
| Olszewski Alfons             | ppor. rez.   | farmaceuta         | pracował w Grudziądzu           | Katyń       |
| Pająk Stefan                 | ppor. rez.   | lekarz             |                                 | Katyń       |
| Stęczniewski Michał          | por. rez.    | farmaceuta         | wł. apteki w Strzelnie          | Katyń       |
| Witkowski Kazimierz          | porucznik    | żołnierz zawodowy  | dowódca plutonu ksz             | Katyń       |
| Wójciak Piotr Paweł          | por. rez.    | lekarz             | Klinika Pediatryczna UW         | Katyń       |
| Zientarski Lucjan            | ppor. rez.   | farmaceuta, mgr    |                                 | Katyń       |
| Zwykielski Maurycy           | kpt. rez.    | lekarz             | Szpital na Czystem w Warszawie  | Katyń       |
| Brysz Bolesław               | por. rez.    | doktor medycyny    |                                 | Charków     |
| Gaś Marian                   | por. rez.    | farmaceuta, mgr    |                                 | Charków     |
| Idson Jerzy                  | kpt. rez.    | dr nauk medycznych |                                 | Charków     |
| Łaszewski-Grzymała Konstanty | ppor. rez.   | dr nauk medycznych | dyr. Sanatorium w Chojnach      | Charków     |
| Orzechowski Tadeusz          | ppłk lek.    | żołnierz zawodowy  | ordynator oddziału wewnętrznego | Charków     |
| Selwański-Powałło Jerzy      | ppor. rez.   | medyk              |                                 | Charków     |